# Österreichischer Buchklub der Jugend
Der Österreichische Buchklub der Jugend ist die größte österreichische Institution zur Leseförderung. 

## Geschichte
Am 25. Feber 1948 gründete ein hauptsächlich aus Beamten im Schulbereich (Lehrer, Schulinspektoren, Ministerialbeamte) bestehendes Proponentenkomiteé unter der Leitung von Richard Bamberger im Alten Rathaus in Wien die „Österreichische Jugendbuchgemeinschaft“. Der „Kampf gegen Schmutz und Schund“ war ein zentrales Moment im Gründungsdokument des später in „Österreichischer Buchklub der Jugend“ umbenannten privaten Vereins. So nannten die Statuten als Zweck des Vereins auch „den Kampf gegen die verderbliche Schundliteratur“. Das österreichweite Literatur- und Lesenetzwerk ist eine sozial und kulturell engagierte Non-Profit-Organisation, getragen von 6.000 ehrenamtlichen Referenten an österreichischen Schulen. Ziel ist, die Lesefreude zu wecken und spielerisch die Lesekompetenz zu fördern. Dabei werden Eltern und Lehrer bei der Buchauswahl beraten.
Der Buchklub ist Herausgeber der Magazine PHILIPP und YEP für Grundschulkinder, mini-PHILIPP für Kindergartenkinder, der Taschenbuchreihe Buchklub Gorilla für 10-14-Jährige und des Medienmagazins Buchklub Crossover für Jugendliche. Zu jedem seiner Medien gibt der Buchklub begleitende lesedidaktische Materialien print und online heraus. Eine besondere Spezialität sind die "CyberTours": Zu jedem Band der Buchreihen Buchklub Gorilla und Buchklub Crossover gibt es eigene Websites mit weiterführenden Informationen, Spielen und Links. Gemeinsam mit dem Jugendrotkreuz gibt der Buchklub weiters die Jugendmagazine JÖ und TOPIC heraus.
Das Magazin JUM (Jugend und Medien; früher: Jugend und Buch. Vierteljahresschrift für Leseerziehung und Jugendliteratur) richtet sich viermal jährlich an Lehrer, das Buchklub Elternmagazin informiert Eltern über aktuelle Themen zur Lese- und Medienerziehung. Etwa 400.000 Kinder und Jugendliche sind Mitglieder des Buchklubs. 
Ein weiterer Arbeitsschwerpunkt sind Lesekampagnen, wie z. B. die Aktion „LesepartnerInnen“ gemeinsam mit dem Bildungsministerium und die Aktion „VorLeseKinderGarten“ zur vorschulischen Leseförderung. Die Plattformen buchklub.at und lesefit.at beziehen das Internet in die Leseaktivitäten ein. Wichtige österreichweite Leseaktionen waren die „Aktion Lesezeichen“ (Kinder bastelten österreichweit 130 000 Lesezeichen), das Projekt „Österreichalbum“ (Kinder und Jugendliche erforschten gemeinsam mit ihren Groß- und Urgroßeltern Zeitgeschichte) und die Aktion „LESEMANIA“ (Kinder und Jugendliche entwickelten Werbeslogans für das Lesen). 
Der Buchklub betreibt in allen Bundesländern Landesstellen und verfügt über ein dichtes Netzwerk von Lesepädagogen in allen Schulbezirken, die Leseevents und Fortbildungsseminare organisieren.
Die Zentrale des Buchklubs befindet sich im KinderLiteraturHaus Wien, dort betreibt der Buchklub auch das "Ü - die Bücherbühne", ein Veranstaltungszentrum zur Vermittlung von Kinder- und Jugendliteratur. Vorstandsvorsitzende des Buchklubs ist Christa Prets, Geschäftsführer Gerhard Falschlehner.
1952 war der Österreichische Buchklub der Jugend einer der Preisträger des Karl-Renner-Preises.